# Salix chevalieri
Salix chevalieri är en videväxtart som beskrevs av Karl Otto von Seemen. Salix chevalieri ingår i släktet viden, och familjen videväxter. Inga underarter finns listade i Catalogue of Life.